# らびすた新杉田
らびすた新杉田（らびすたしんすぎた）は、神奈川県横浜市磯子区杉田一丁目の再開発ビルである。

## 歴史
JR根岸線新杉田駅西側の磯子産業道路と国道16号に挟まれた一角にあり、本再開発以前は商店や住宅、銀行店舗などが混在していた。1979年（昭和54年）、衆議院議員佐藤一郎の発案により、新杉田駅前と西に400mほど離れた京浜急行杉田駅の2つの再開発ビルを核、両駅を結ぶ杉田商店街を軸とする「2核1軸」構想が始動。本ビルに先行し杉田駅前の再開発ビルが1990年（平成2年）9月に着工、プララ杉田の名称で1993年4月に竣工した。本ビルの建設はその10年余り後になり、1999年3月に都市計画決定、同年11月に事業計画認可。2001年7月に着工し、2004年9月に竣工した。施設名は公募で選ばれ、英語およびイタリア語で展望・眺望を表すVistaから採られた。2009年には、開業5周年を記念して、公募によりウサギのマスコット「あいらびちゃん」が登場した。

## 施設
1階にはスーパーマーケット「スズキヤ」と、再開発以前にあった横浜銀行・横浜杉田郵便局ほかドラッグストアなどの店舗が入る。2階はJR根岸線・金沢シーサイドラインの新杉田駅と屋根付き歩道橋でつながり、書店や100円ショップ、飲食店などが並ぶ。2階通路から杉田商店街入り口の聖天橋交差点に面してエスカレーターがあり、同商店街を介して新杉田駅と杉田駅を結ぶ歩行者動線としても機能している。3階は180台収容の駐車場。4階は保育園と、美空ひばりが初舞台を踏んだ劇場の名を残す杉田劇場となっている。高層部は横浜市住宅供給公社の30階建て・総戸数308戸の分譲住宅「ヨコハマ・シーナリータワー」で、煙突を除くと磯子区で最も高い建築物である。